# Строшинци
{{кратак опис|Строшинци је насеље у Хрватској
Строшинци су насељено место у саставу општине Врбања, у западном Срему, Вуковарско-сремска жупанија, Република Хрватска.

## Географија
Налази се у близини границе са Републиком Србијом, 3 km од села Јамена.

## Становништво
На попису становништва 2011. године, Строшинци су имали 492 становника.

## Попис 1991.
На попису становништва 1991. године, насељено место Строшинци је имало 696 становника, следећег националног састава:
| Попис 1991.‍  | Попис 1991.‍  | Попис 1991.‍ | Попис 1991.‍ | Попис 1991.‍ |
| ------------ | ------------ | ----------- | ----------- | ----------- |
|              |              |             |             |             |
| Хрвати       | Хрвати       |             | 668         | 95,97%      |
| Срби         | Срби         |             | 17          | 2,44%       |
| Југословени  | Југословени  |             | 3           | 0,43%       |
| Мађари       | Мађари       |             | 1           | 0,14%       |
| Македонци    | Македонци    |             | 1           | 0,14%       |
| неопредељени | неопредељени |             | 2           | 0,28%       |
| непознато    | непознато    |             | 4           | 0,57%       |
| укупно: 696  |              |             |             |             |